# Antoni Michałowski (lekarz)
Antoni Michałowski (ur. 18 września 1837, zm. 5 marca 1930) – polski lekarz, działacz społeczny, uczestnik powstania styczniowego. Jest to osoba bardzo zasłużona dla miasta Żelechów, gdzie znajduje się ulica jego imienia.

## Młodość
Antoni Michałowski urodził się na Żmudzi. Na grobie podana jest data urodzin jako 1 października 1837 roku, jednak on sam w pisanym własnoręcznie życiorysie podał datę 18 września. Uczęszczał do gimnazjum w Kownie, później studiował medycynę w Moskwie. Uzyskał tytuł naukowy doktora.

## Powstanie
Antoni Michałowski był podczas powstania członkiem lokalnej ekspozytury Rządu Narodowego. Uczestniczył w przygotowaniach do powstania. W czasie samego powstania zajmował się dostarczaniem instrukcji i pomocą rannym. Zostaje pojmany i zesłany w głąb Rosji. Dwa lata później skorzystał z amnestii, która jednak nie pozwalała mu na powrót w rodzinne strony. Przez dwa lata Michałowski szukał posady w Warszawie i okolicach. Ożenił się wtedy z Marią Żymirską.

## Żelechów

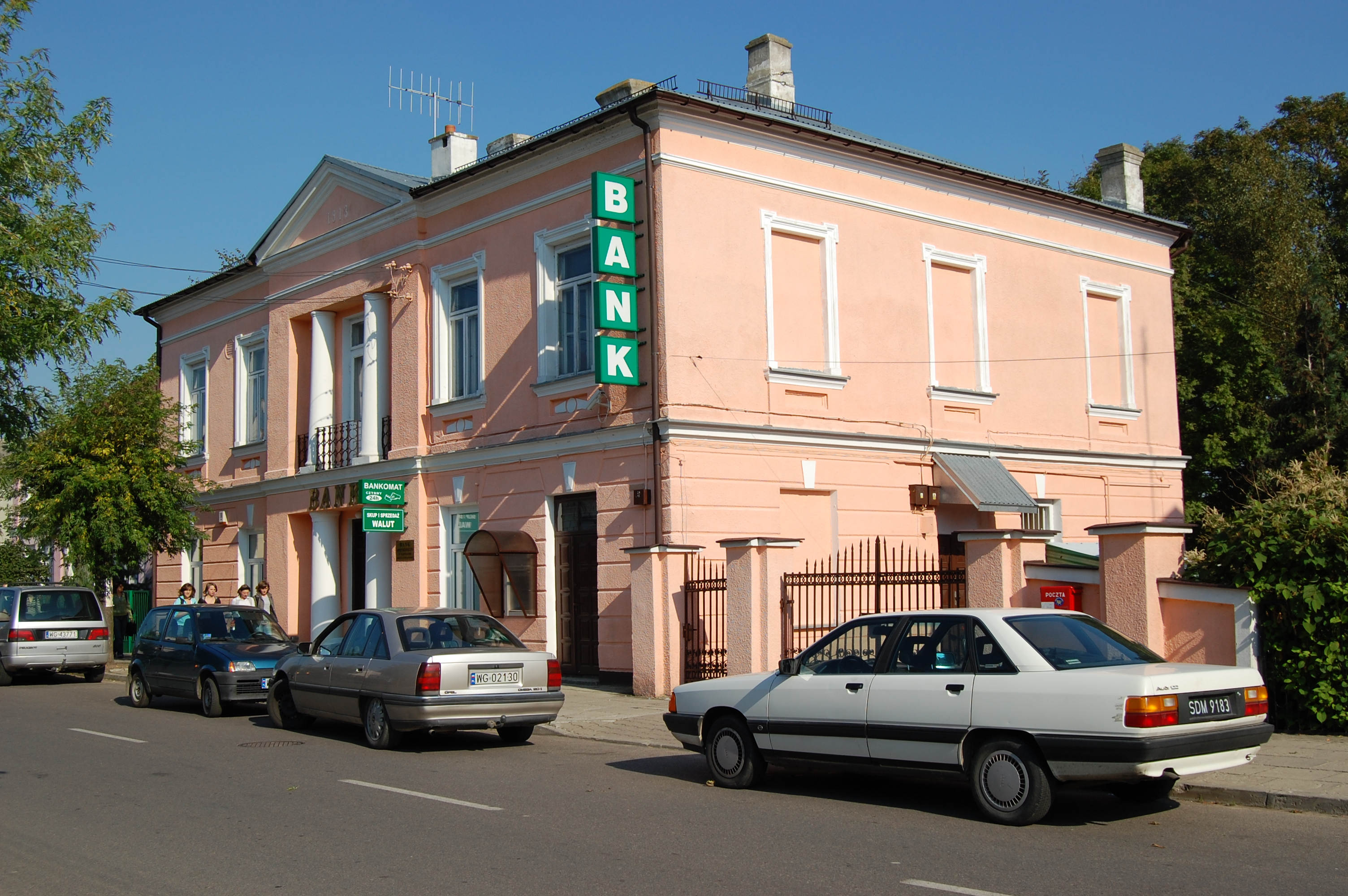
Kamienica w Żelechowie do budowy której doprowadził Antoni Michałowski

Ostatecznie Antoni Michałowski podjął praktykę w Żelechowie. Później został samodzielnym lekarzem miejskim. Zajął się tutaj pracą organiczną. Założył ochotniczą straż pożarną, kółko rolnicze, sklepy spółdzielcze i towarzystwo kredytowe z siedzibą pełniącą także rolę domu kultury. Budynek posiadał salę teatralną co umożliwiło działanie amatorskiego teatru i zespół muzycznego. W trakcie jego pobytu miasto bardzo się zmieniło: wybrukowano i oświetlono ulice, położono betonowe chodniki, przykryto studnie i uporządkowano targowiska. W czasie rewolucji 1905 roku uczestniczył w tworzeniu w Żelechowie koła Polskiej Macierzy Szkolnej. Był wtedy poddany represjom i więziony. W 1915 roku zorganizował w Żelechowie lazaret dla rannych żołnierzy.
W czasie pobytu w Żelechowie Michałowski poznał młodego Henryka Sienkiewicza (mieszkającego wtedy w pobliskiej Okrzei) i rodzinę Zamoyskich mającą posiadłość w okolicach Garwolina. Współpracował m.in. z Romualdem Mielczarskim i Stanisławem Wojciechowskim.

## Otwock

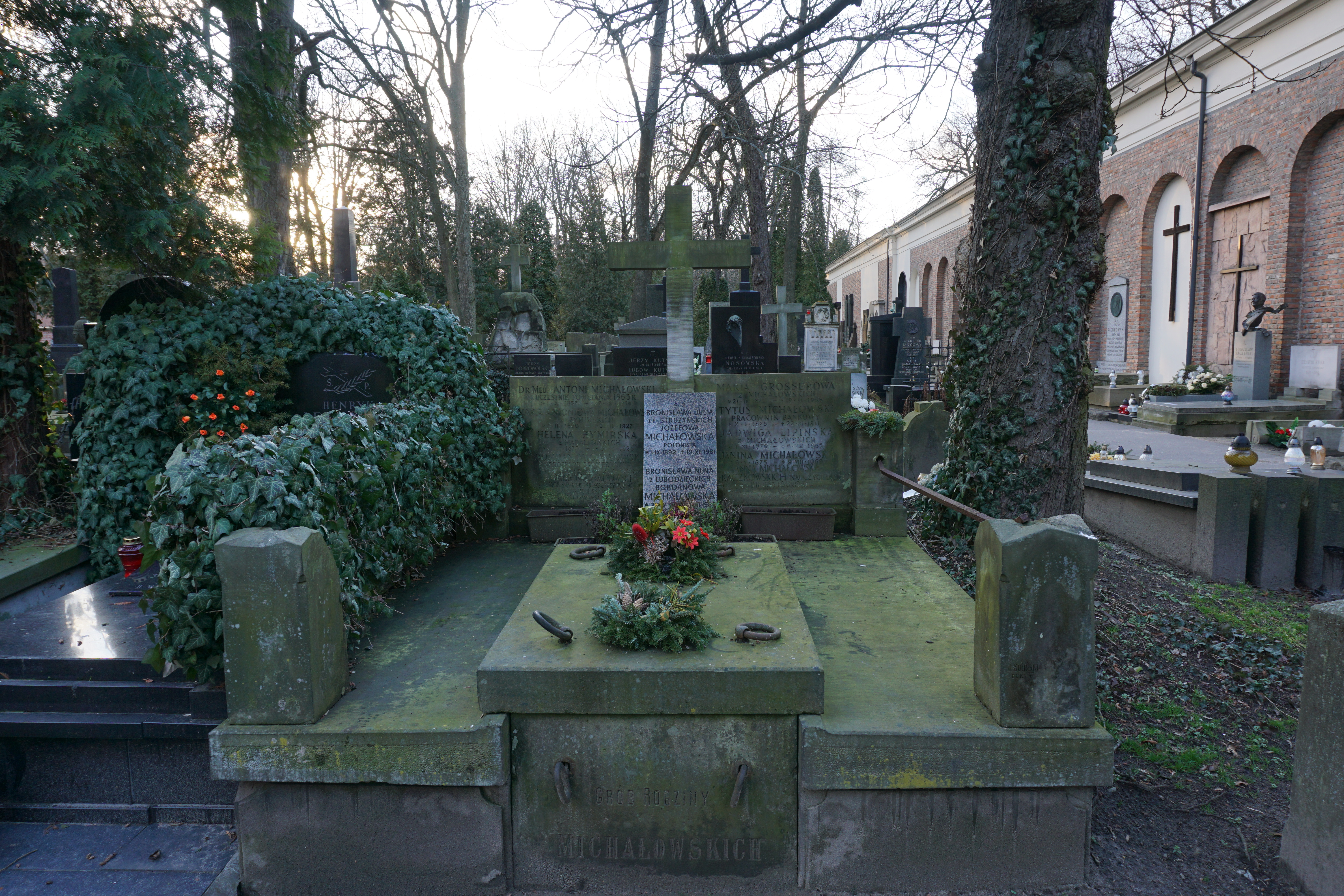
Grób Antoniego Michałowskiego na cmentarzu Powązkowskim

W 1915 roku, wraz z wycofaniem się wojsk rosyjskich z Żelechowa Michałowski przeprowadził się do Otwocka. Tam także prowadził działalność społeczną. Przyczynił się między innymi do nadania praw miejskich i statusu uzdrowiska dla tej miejscowości.
2 maja 1923 został odznaczony Krzyżem Kawalerskim Orderu Odrodzenia Polski „za zasługi, położone dla Rzeczypospolitej Polskiej na polu działalności cywilnej w okresie walk o niepodległość w roku 1863”.
Zmarł 5 marca 1930 roku w wieku 93 lat. Pochowany został na cmentarzu Powązkowskim w kwaterze 170-1-5/6.